# فريتز شولتس
فريتز شولتس (بالألمانية: Fritz Schulz)‏ هو كاتب وممثل ألماني، ولد في 25 أبريل 1896 بكارلوفي فاري في التشيك، وتوفي في 9 مايو 1972 بزيورخ في سويسرا.

## وصلات خارجية
- فريتز شولتز على موقع IMDb (الإنجليزية)
- فريتز شولتز على موقع ألو سيني (الفرنسية)
- فريتز شولتز على موقع ميوزك برينز (الإنجليزية)
- فريتز شولتز على موقع أول موفي (الإنجليزية)
- فريتز شولتز على موقع قاعدة بيانات الأفلام السويدية (السويدية)
- فريتز شولتز على موقع ديسكوغز (الإنجليزية)
- فريتز شولتز على موقع قاعدة بيانات الفيلم (الإنجليزية)
- فريتز شولتز على موقع كينوبويسك (الروسية)